# 鰭龍超目
鰭龍超目（學名：Sauropterygia）也作鰭龍總目，其学名意為“擁有鰭狀肢的蜥蜴”，是一类非常成功、存活時間極長的海生爬行動物，繁盛於整個中生代，經歷過魚龍和滄龍的崛起與衰落，和非鳥型恐龍一起在白堊紀那一顆造成大滅絕的隕石中退出地球歷史。牠們因為肩膀的基本適應特徵而分類在一起，這特徵是為了支撐強壯的鰭狀肢運動。有些較晚的鰭龍超目動物，例如蛇頸龍類，骨盆也發展出類似的結構。

## 起源與演化
最早的鰭龍超目動物出現在三疊紀初期，約2億4700萬年前。早期的物種體型小，約60公分長，有長四肢，是半水生的動物，例如腫肋龍類。但牠們快速地成長到數公尺長，並散佈到淺水中，例如幻龍類。三疊紀-侏儸紀滅絕事件將這些早期物種全部滅絕，只有蛇頸龍目繼續存活。在早侏儸紀時期，蛇頸龍類快速地分化為長頸、小頭的蛇頸龍類，以及短頸、大頭的上龍類。起初，蛇頸龍類與上龍類被認為是兩個有個別演化途徑的的不同演化支。牠們現在被認為只是兩個多次演化出現的形態型，而上龍類是從蛇頸龍類祖先演化而來，也有可能是相反的途徑。
鰭龍超目生存於中生代。在6600萬年前的白堊紀末滅絕事件，鰭龍超目與恐龍、翼龍類、滄龍類全部滅絕。

## 體型與生態位
每個形態型佔據者獨特的生態位。大型的上龍類，例如侏儸紀的菱龍、滑齒龍、上龍，以及白堊紀的克柔龍、短頸龍，牠們是中生代海洋的超級掠食動物，身長約7到12公尺，佔據者類似現代殺人鯨的生態位。長頸的蛇頸龍類，包括頸部中到長兩種，例如3到5公尺長的蛇頸龍科與淺隱龍科，以及侏儸紀與白堊紀的薄板龍科，頸部逐漸地演化得更長、更易彎曲，到了白堊紀中期與晚期，蛇頸龍類身長超過13公尺（如薄板龍），但身長的大部是因為頸部，牠們的身體其實比較大的上龍類還小。這些長頸的物種無疑地以魚類為食，牠們可能以頸部與頭快速地撲向食物，使用排列者牙齒的嘴部咬食。

## 種系發生學
由於水生環境的需求，導致許多動物在不同時期，平行演化出類似的特徵，形成趨同演化，造成科學分類上的困難。鰭龍超目被認為是雙孔動物，烏龜有時也被分類在鰭龍超目。體積大、以軟體動物為食的楯齒龍目也被歸類為鰭龍超目。除了肩膀構造的改變以外，這群動物的獨特處還有頭顱骨的改變。
- 主龙形下纲 Archosauromorpha
  - 鰭龍超目 Sauropterygia
    - 濾齒龍屬 Atopodentatus
    - 演化支 Placodontiformes
      - 属 Palatodonta
      - 楯齿龙目 Placodontia

    - 真鰭龍類 Eusauropterygia
      - 属 Panzhousaurus
      - 幻龍目 Nothosauroidea
        - ?属 Dawazisaurus
        - ?腫肋龍亞目 Pachypleurosauria
        - 幻龍亞目 Nothosauria

      - 皮氏吐龍類 Pistosauroidea
        - 清镇龙属 Chinchenia
        - 科 Corosauridae
        - 科 Cymatosauridae
        - 广西龙属 Kwangsisaurus
        - 属 Wangosaurus
        - 皮氏吐龙科 Pistosauridae
        - 属 Bobosaurus
        - 云贵龙属 Yunguisaurus Cheng, Sato, Wu & Li, 2006
          - 李氏云贵龙 Yunguisaurus liae Cheng, Sato, Wu & Li, 2006

        - 奥古斯塔龙属 Augustasaurus
        - 蛇頸龍目 Plesiosauria
          - 安宁龙属 Anningasaura Vincent & Benson, 2012
          - 林德虫龙属 Lindwurmia Vincent & Storrs, 2019
            - 德意志林德虫龙 Lindwurmia thiuda Vincent & Storrs, 2019

          - 蛇頸龍亞目 Plesiosauroidea (長頸蛇頸龍類)
          - 上龍亞目 Pliosauroidea (短頸蛇頸龍類)

## 外部連結
- Unit 220: 100: Lepidosauromorpha. Palaeos. July 15, 2003. Retrieved January 19, 2004.
- A review of the Sauropterygia. Adam Stuart Smith. The Plesiosaur Directory. Retrieved April 17, 2006.
- Paleofile taxalist （页面存档备份，存于） - lists every species and synonyms.  Retrieved February 26, 2006
- 化石網-調孔亞綱